# Assalin
Assalin è un arrondissement del Benin situato nella città di Za-Kpota (dipartimento di Zou) con 9.394 abitanti (dato 2006).